# Catherine Delcourt
Pour les articles homonymes, voir Delcourt.
Catherine Delcourt est une femme politique belge, élue députée fédérale belge en 2024.

## Biographie
Catherine Delcourt est diplômée d'une licence en Criminologie de l'Université de Liège. Elle a été la chargée de communication du gouverneur de la Province de Liège Michel Foret pendant six années. Elle est ensuite devenue commissaire d'arrondissement de cette même province. En juillet 2021, elle se retrouve à la tête de la cellule de crise COVID de la province. Adjointe de Hervé Jamar, gouverneur de la province, elle le remplace fréquemment lors de ses absences. Elle est élue députée fédérale belge en 2024 sur la liste du Mouvement réformateur de Liège où elle était en deuxième position derrière Pierre-Yves Jeholet.

### Vie privée
Elle est mère de deux enfants et mariée au chef de corps de la police de Liège,.